# Rapalje
Rapalje is een Nederlandse folkband die Ierse, Schotse en Nederlandse folkmuziek speelt. De zang bij de muziek is zowel Engels- als Nederlandstalig.
De bandleden William, Maceál, David en Sebastiaan spelen op muziekinstrumenten zoals tinwhistle, low whistle, gitouki, trekmelodica, mondharmonica, viool, bodhrán, theekistbas en doedelzak. Gekleed in kilt speelt de groep op veel verschillende gelegenheden, zoals (folk)festivals, (theater)concerten en (middeleeuwse) feesten. In de oorspronkelijke samenstelling bestond Rapalje uit Dieb den Boer, William van der Laan en Marcel Meijer (Maceál). David Myles is er later bij gekomen; eerst als vaste gast en later als volwaardig bandlid. In april 2022 heeft Dieb om gezondheidsredenen de band verlaten.
Rapalje vierde in 2020 het 25-jarig jubileum van de band, maar vanwege de toen heersende coronapandemie werd de daadwerkelijke viering uitgesteld tot het Zomerfolk 2022.
Rapalje is naast band ook de organisator van de volgende festivals.
Rapalje Zomerfolk, door Rapalje zelf begonnen in 2013 elk jaar in juni in stadspark Groningen, Celtic Folk Festival in Eelde en sinds 2024 heeft de band ook de organisatie van het Imaginarium festival overgenomen.

## Bandleden[bron?]

### Maceál

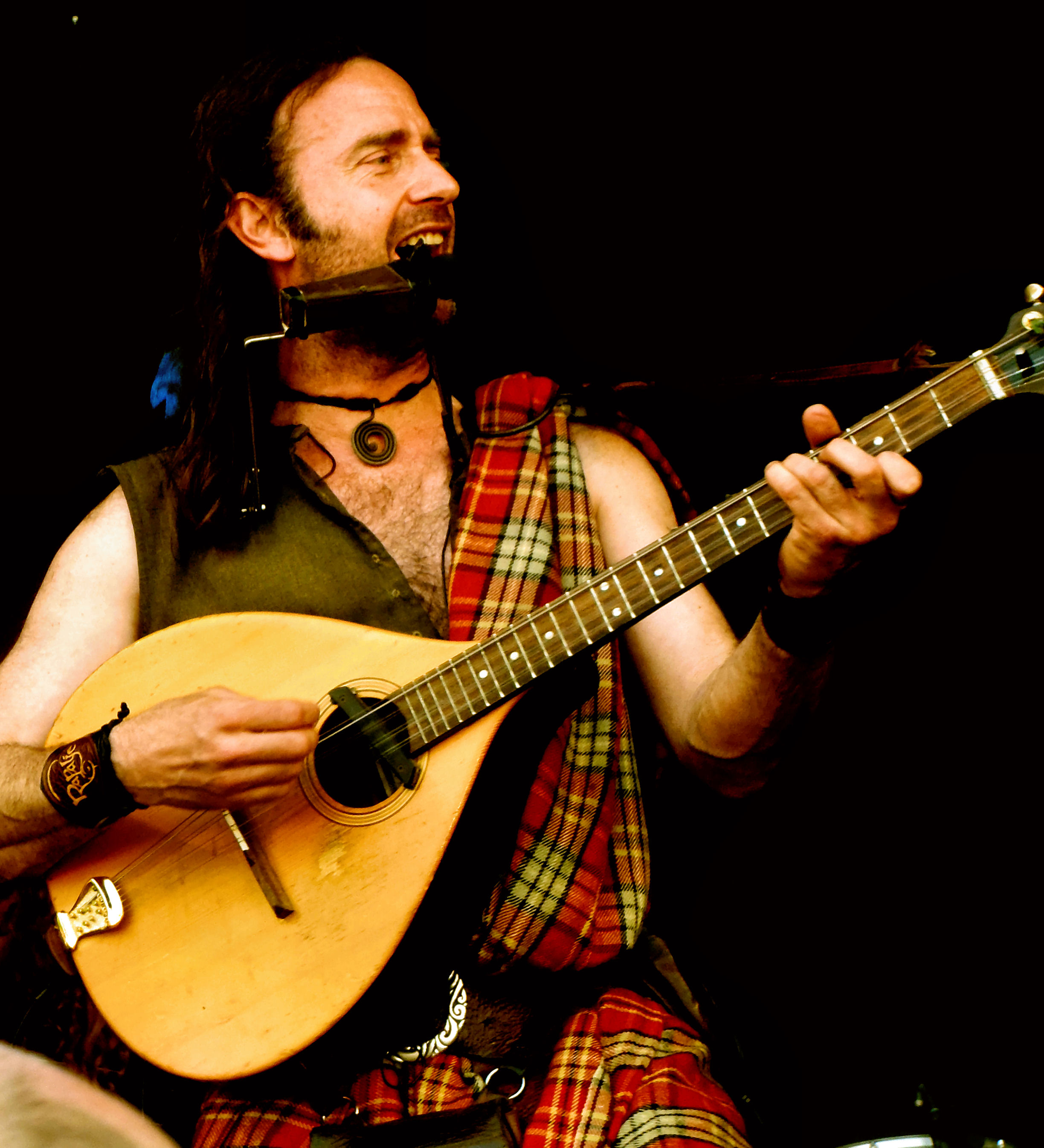
Maceál op Keltfest 2012.

Deze multi-instrumentalist speelde eerst in een eenmansband elf instrumenten tegelijk. Tegenwoordig speelt hij drie instrumenten simultaan en voegt zo twee denkbeeldige bandleden toe aan Rapalje.
Na 'Ruk en Pluk' werd er een groep geformeerd met de naam 'De Eikeltjes aldus Ronald'. Eerst trad deze groep op bij een songwritingwedstrijd en daarna maakten zij de mensen op de straten van Europa bang. De eerste poging tot een fatsoenlijke naam was 'Klootjesfolk'. Dat werkte niet.
Ook bekend als 'Inspector Gadget' heeft hij een nieuw instrument, de gitouki en compleet nieuwe stemmingen voor mondharmonica en trekharmonica uitgevonden. Tevens doet Maceál de boekingen en administratie van Rapalje.

### William

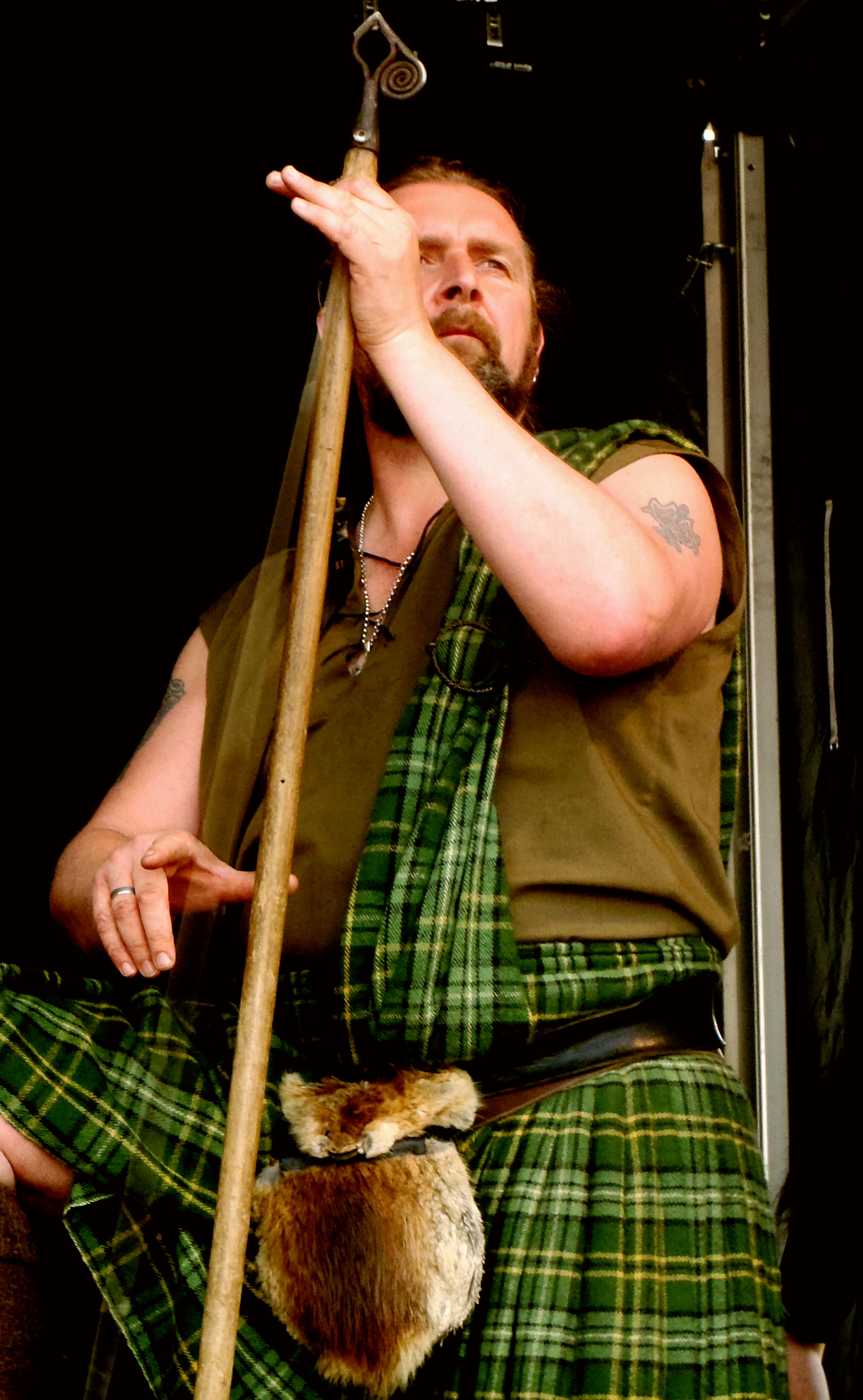
William op Keltfest 2012

Bekend als straatmuzikant in Groningen en Oldenburg. William speelt zijn liedjes nog op gitaar en mondharmonica. Het werkte niet zo goed dat Maceál aan de ene kant van de straat op dezelfde instrumenten speelde als William aan de andere kant. Toen Maceál trekharmonica en theekistbas leerde spelen probeerden zij iets samen te spelen. Maceál was toen al een duo met Dieb en stelde William aan de band voor.
Bij Rapalje zingt hij en speelt hij gitouki, bodhrán en theekistbas, bekend als 'The Big Guy'. William is voor het eerst te horen op de cd 'Celts in Kilts'. Hij zong 'Jock Stuart' en speelde gitouki in 'The Drunken Sailor' en 'William's Favourite'. Op deze cd was William nog gastmuzikant en zijn foto was dan ook niet op de cover. Inmiddels is hij niet meer weg te denken uit de band en de cover.

### David

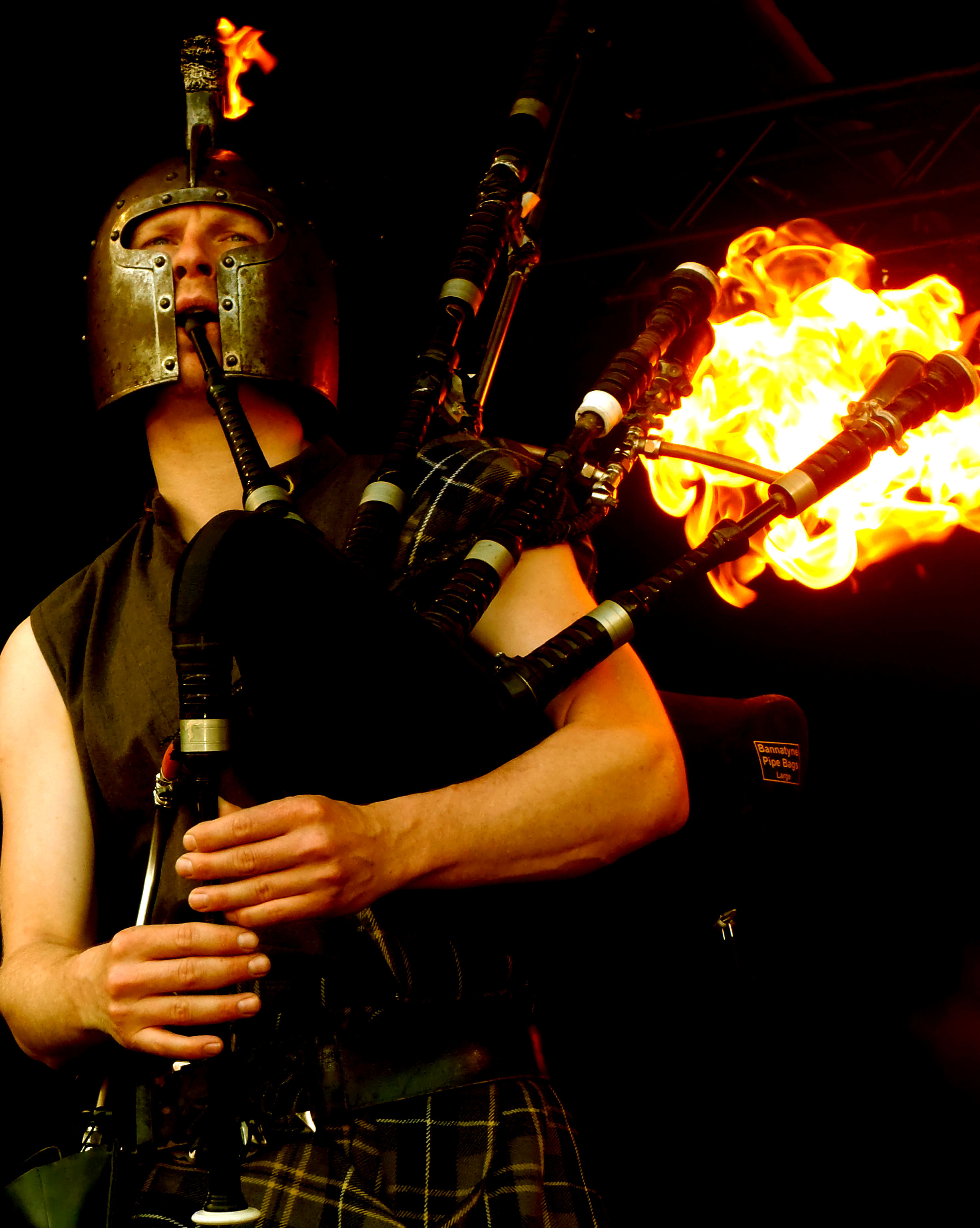
David Myles op Keltfest 2012

David Myles speelt sinds 1992 doedelzak. Hij is begonnen met spelen bij 'The Clan MacBeth Pipeband', waarna hij naar The City of Amsterdam Pipeband is overgestapt voor meer uitdaging. Deze band heeft verschillende 1ste plaatsen op kampioenschappen behaald, waaronder de European championships en de Scottish championships. De band behaalde op zijn hoogtepunt een graad 2 klassering bij de Schotse bond, de RSPBA.
David is door Rapalje 'ontdekt' tijdens een Schots festival, waar hij opviel door zijn bijzondere muzikale manier van spelen. David heeft van zijn hobby zijn beroep gemaakt en speelt al een aantal jaar als doedelzakspeler bij de folkband Rapalje. David heeft zich bij Rapalje ontwikkeld tot multi-instrumentalist. Zo speelt hij ook borderpipes, tinwhistle en low whistle.

### Dieb

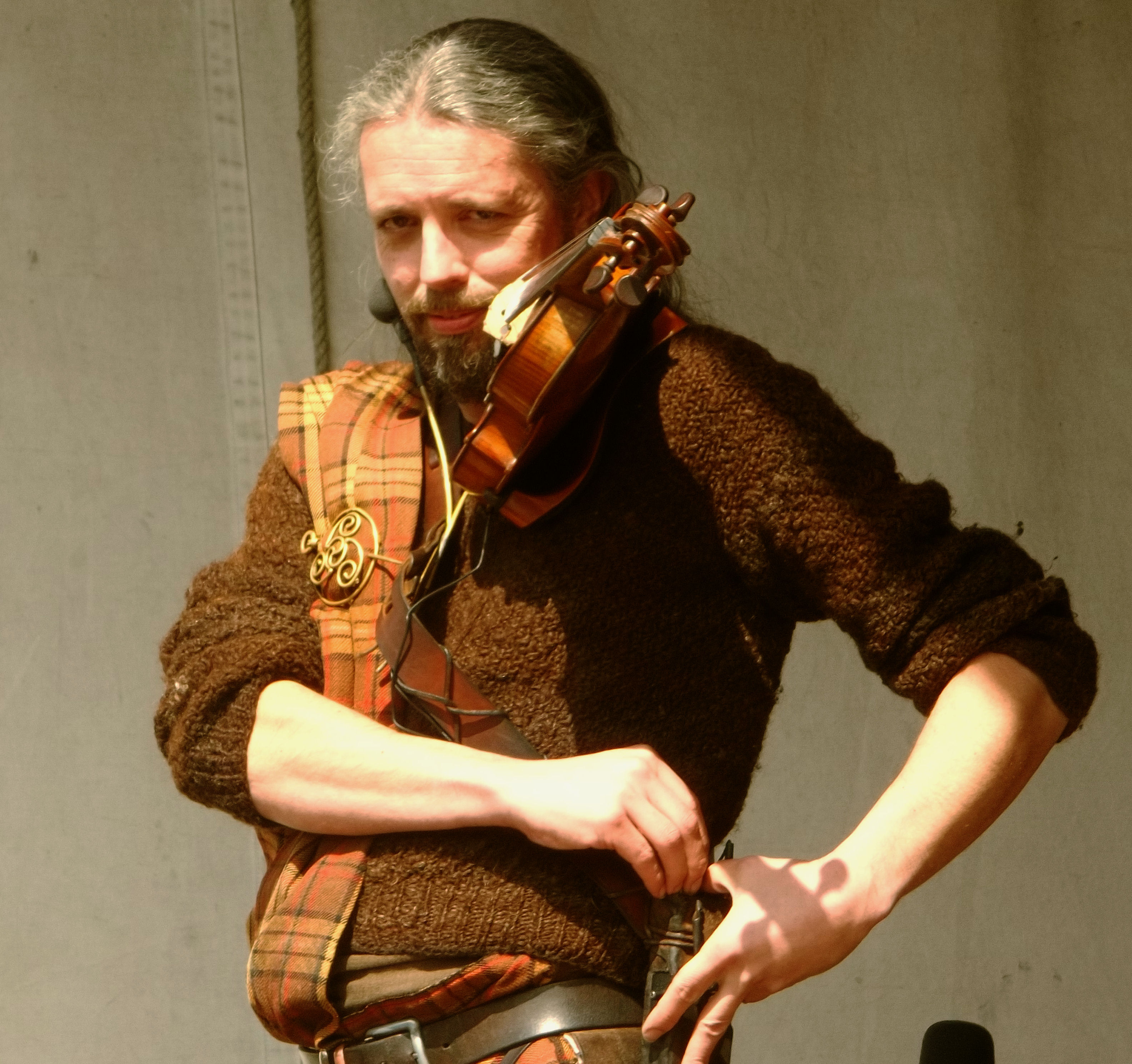
Dieb op MPS (Weeze - Duitsland 2012)

Dieb begon zijn 'carrière' in 1994 toen hij Maceál ontmoette in zijn stamkroeg '1672'. Zij vormden een band met nog wat andere muzikanten en speelden symfonische rock-muziek. Deze muziek werd al snel vervangen door folkrock. Nadat zij enkele muzikanten in '1672' Keltische folk-muziek hoorden spelen werd het rock-gedeelte uit de band verwijderd, samen met de overige bandleden, en zo vormden Dieb en Maceál een duo met de naam 'Ruk en Pluk'. Dieb probeerde accordeon en Maceál een soort van gitaar te spelen. Telkens als Dieb weer eens een nieuw instrument had moest dat onmiddellijk voor publiek worden getest. Hij speelde toen al een heleboel verschillende instrumenten en beweert dat hij elk instrument kan bespelen, behalve trompet. Daar zal hij ook aan werken. Wanneer hij in die tijd zijn viool 'het Kanon' bespeelde, maakte hij zo veel lawaai dat Maceál zijn instrumenten moest versterken.
Toen trokken Dieb en Maceál een belted plaid aan en namen de cassette 'Celtic Folk Music' op, met daarop een foto van Dieb en Maceál in kilt met een doedelzak en een trekharmonica die absoluut niet samengingen qua stemming. Dit geeft een idee van hoe hun muziek toentertijd geklonken moet hebben. Dieb oefende meer op viool, accordeon en tinwhistle. Op de cd 'Alesia' speelt hij voor het eerst uilleann pipes. Dit is te horen in 'Mo Ghile Mear'. Dieb was verantwoordelijk voor de kleding van de band en staat ook bekend als 'de kunstschilder'. Hij schilderde de voorkant van de cd 'Rakish Paddy', doet al het grafisch werk voor Rapalje en vroeger de internetsite. Hij heeft in april 2022 de band om gezondheidsredenen (post-covid) verlaten.
Dieb is de broer van schrijfster Anjet Daanje.

### Andere (voormalige) leden
Norman Bonink, drummer van BLOF, speelde vroeger ook in Rapalje.

## Discografie
De band heeft 13 cd's uitgebracht, waarvan er 3 later tot 1 album zijn samengevoegd, en 1 dvd.
- 1998: Into Folk
- 2000: Rakish Paddies (het samengevoegde album)
- 2001: Alesia
- 2004: Spades / Schoppen; De cd heeft geen geschreven titel, maar alleen een symbool.
- 2004: Diamonds / Ruiten; De cd heeft geen geschreven titel, maar alleen een symbool.
- 2007: Celtic Fire; Live-opnames in theaters.
- 2008: Live dvd
- 2010: Live dubbel cd
- 2012: Clubs / Klaveren; De cd heeft geen geschreven titel, maar alleen een symbool.
- 2014: Hearts / Harten; De cd heeft geen geschreven titel, maar alleen een symbool.
- 2019: Scotland’s Story